# 泰凯利·拉拉·穆罕默德帕夏
拉拉·泰凱利·穆罕默德帕夏（土耳其語：Lala Tekeli Mehmed Pasha；？—1595年11月28日），鄂圖曼帝國政治家，他在1595年11月19日至28日出任大維齊爾。
他是鄂圖曼土耳其人，生於格爾馬爾馬拉，後來成為穆拉德三世與其兒子穆罕默德三世的導師。他因與穆罕默德三世一位乳母的女兒哈里米可敦結婚而成為大維齊爾，但只在任9天便突然去世。